# Saturnin Heller

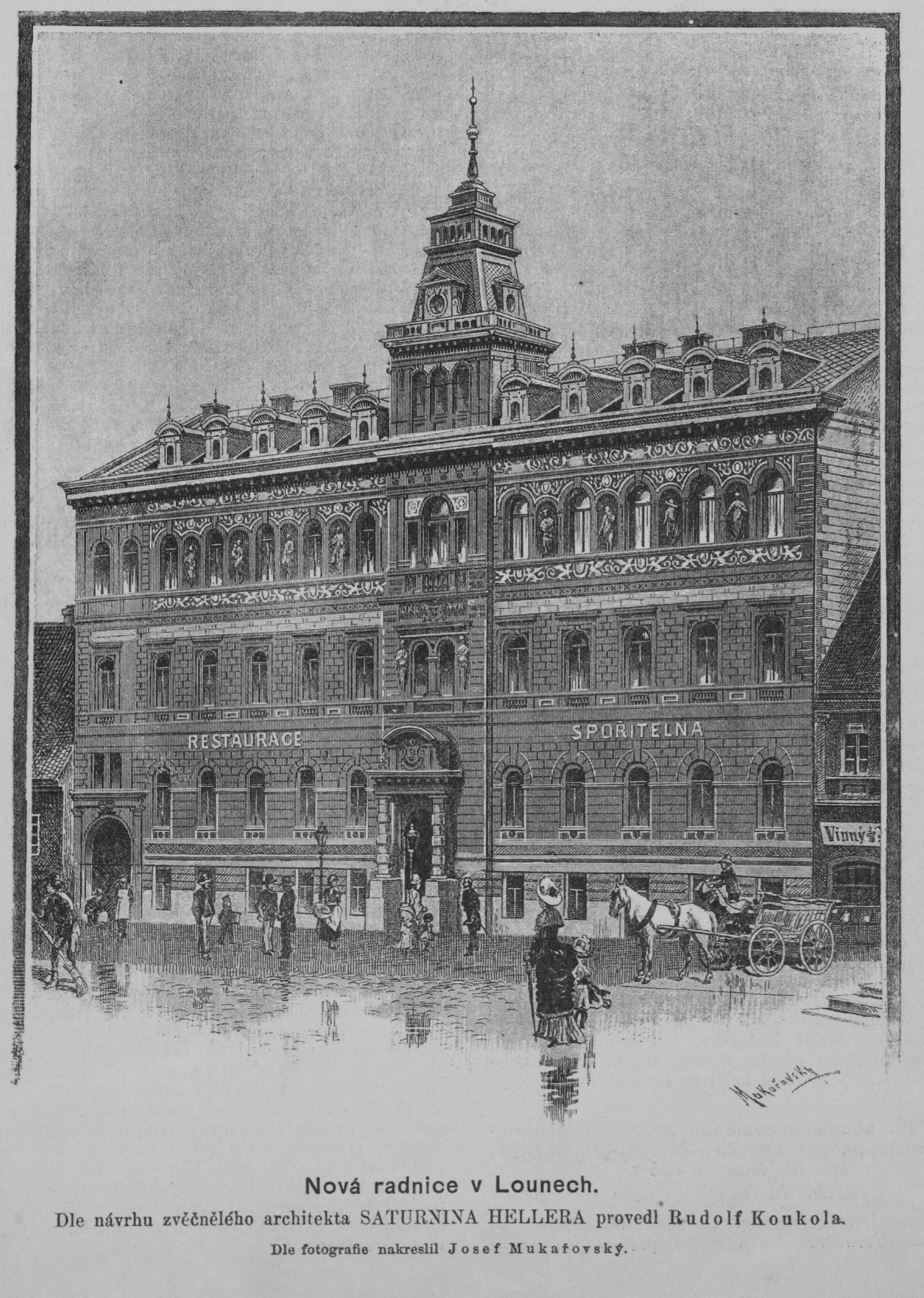
Radnice v Lounech (1888)

Saturnin Ondřej Heller (29. listopadu 1840 Vlašim – 18. září 1884 Praha) byl český architekt.

## Život
Narodil se ve Vlašimi v jihovýchodních Čechách. Již od dětství měl velké výtvarné nadání, rád kreslil a maloval. Vystudoval pražskou polytechniku u profesora Josefa Zítka; jako student opakovaně vyhrával významná ocenění (např. zemskou cenu) za nejlepší výkresy. Praxi získával u architektů Františka Havla a Antonína Barvitia, pracoval také pro společnost Buštěhradské dráhy. V roce 1875 si v Praze otevřel vlastní architektonickou kancelář.
Byl představitelem novorenesance. K jeho nejvýznamnějším stavbám patří občanská záložna ve Vysokém Mýtě, palác purkmistra Houdka v Chocni a radnice v Lounech (dostavěl Rudolf Koukola). Za projekt občanské záložny a měšťanských škol v rodné Vlašimi dostal čestné občanství. Projektoval také Národní dům v Praze, jeho vybudování se ale nedočkal. Řada jeho návrhů byla oceněna, ale nezrealizována.
Méně známé je, že byl i virtuosem na klavír a zabýval se také kartografií. Psal rovněž články o architektuře do časopisů.
Zemřel roku 1884 a byl pohřben na hřbitově Malvazinky.

## Rodina
- Bratr Ferdinand Heller (1824-1912) byl známý jako hudební skladatel, sbormistr a učitel.[4]
- Bratr Servác Heller (1845-1922) se proslavil jako novinář a spisovatel.[4]
- Bratr František Agathon Heller (1833-1899) byl učitelem a otcem významných sokolů Františky, Karla, Jiřího a Agathona Hellerových